# Chase Whitley
Chase Coleman Whitley (né le 14 juin 1989 à Ranburne, Alabama, États-Unis) est un lanceur droitier des Rays de Tampa Bay de la Ligue majeure de baseball.

## Carrière

### Yankees de New York
Joueur des Trojans de l'université Troy à Troy en Alabama, Chase Whitley est repêché en 15e ronde par les Yankees de New York en 2010.
Après avoir été principalement lanceur de relève dans ses premières années en ligues mineures, Whitley se familiarise début 2014 avec le rôle de lanceur partant chez les RailRiders de Scranton/Wilkes-Barre, le club-école des Yankees. Whitley fait ses débuts dans le baseball majeur comme partant des Yankees le 15 mai 2014 et il n'accorde aucun point sur deux coups sûrs en 4 manches et deux tiers lancées contre les Mets de New York. Ce match gagné par les Yankees, le premier en 103 ans de série du métro à se terminer sur un score de 1-0, oppose Whitley à un autre ex-releveur devenu partant qui fait le jour même ses débuts dans les majeures, Jacob deGrom.
En 28 matchs des Yankees, soit 16 comme lanceur partant et 12 comme lanceur de relève, en 2014 et 2015, Whitley maintient une moyenne de points mérités de 5,02 en 95 manches lancées, avec 5 victoires et 5 défaites.

### Rays de Tampa Bay
Whitley est réclamé au ballottage le 20 novembre 2015 par les Rays de Tampa Bay.